# 望月宏
望月 宏（もちづき ひろし、1952年1月5日 - ）は、Ph.D. in Sociology、経済学者、元専修大学経済学部教授。専門は情報産業論、情報経済論。
日本銀行在職時に日本最初の表計算ソフトであるPIPSを開発した。

## 経歴
1952年生まれ。1974年東京外国語大学インド語学科卒業。日本銀行で営業局・調査局などを経験し、1981年に日本銀行を退職。同年、コーネル大学大学院に入学し、1983年コーネル大学大学院修士号(地域科学専攻)取得。同年ハーバード大学大学院に入学し、社会学を専攻。1986年より専修大学経済学部専任講師となり、1988年に専修大学経済学部助教授。1993年にハーバード大学社会学博士を取得し、1994年から専修大学経済学部教授。

## 研究実績
日本銀行在職時に日本最初の表計算ソフトであるPIPS(現在はフリーソフト)を開発した。

## 著書
- 『PIPS誕生記』(1981)「別冊日経サイエンス パーソナルコンピューター」 日本経済新聞社 p.44-55。

## 論文
- Flexible Division of Labor and the Assimilation of New Technology by Selected Japanese Industries (ハーバード大学、1993年)
- 『アメリカ50都市と比較した日本の政令指定都市の都市競争力』 (2009)「川崎都市白書 -イノベーション先進都市・川崎市をめざして- 第2版」専修大学社会知性開発センター/都市政策研究センター 43-59。